# Taga
Taga (jap. 多賀町 Taga-chō) – miasto w Japonii, na wyspie Honsiu, w prefekturze Shiga. Według danych na rok 2020 miejscowość zamieszkiwało 7 274 mieszkańców , a gęstość zaludnienia wyniosła 53,6 os./km².